# Watts-rellen

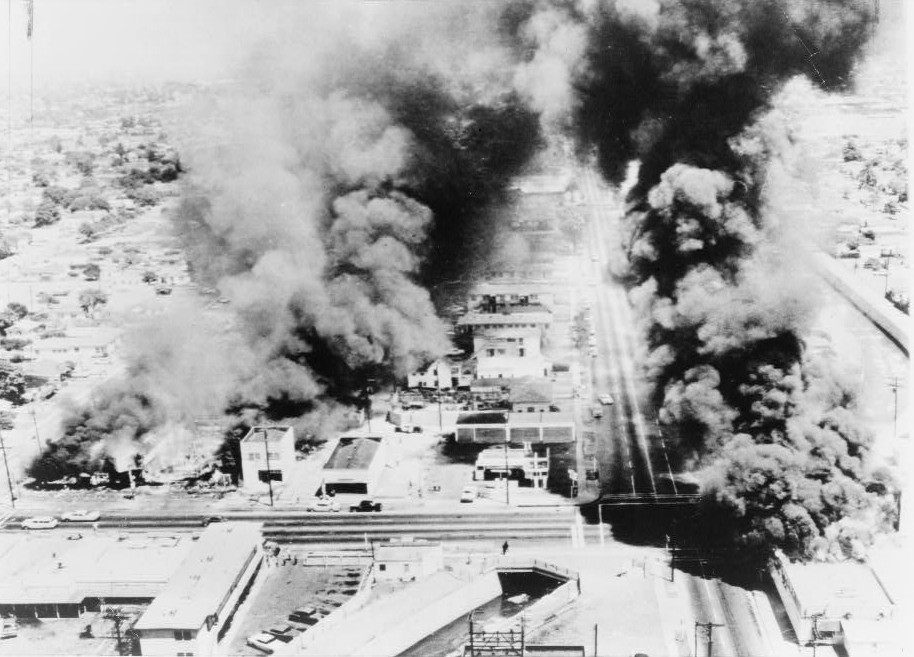
Brandende gebouwen tijdens de rellen

De Watts-rellen (Engels: Watts Riots) waren een reeks rellen, die plaatsvonden van 11 tot en met 17 augustus 1965 in de wijk Watts in de Amerikaanse stad Los Angeles. Oorzaak van de rellen was de grote discriminatie van Afro-Amerikanen en Hispanics. 
Bij de rellen vielen 34 doden, raakten 1032 mensen gewond, en werden in totaal 3438 mensen gearresteerd. De totale schade bedroeg 40 miljoen dollar. Daarmee waren dit tot aan de rellen van 1992 de ergste rellen ooit in de geschiedenis van Los Angeles.

## Achtergrond
Net als in veel andere steden in  Amerika, kende Los Angeles in de jaren 60 van de 20e eeuw nog sterke rassensegregatie. De Afro-Amerikaanse bevolking in de stad was tijdens de zogenaamde tweede migratie gegroeid van 63.700 in 1940 tot ongeveer 350.000 in 1965. Los Angeles kende onder andere wetgevingen die het voor Afro-Amerikanen en Hispanics onmogelijk maakte huizen te kopen of  te huren in bepaalde wijken, ondanks dat dergelijk wetten in 1948 reeds illegaal waren verklaard door de United States Supreme Court. Etnische minderheden werden op het hoogtepunt van de segregatie uitgesloten van 95% van de woonwijken in Los Angeles, waardoor ze enkel nog in Oost- en Zuid-Los Angeles terechtkonden. De wijk Watts hoorde tot een van de weinige wijken waar deze minderheden nog toegelaten werden.
Rond de jaren 50 nam het raciale geweld in Los Angeles steeds grotere vormen aan. Zo pleegden blanke inwoners aanslagen op huizen van Afro-Amerikaanse inwoners. Ook de politie van Los Angeles maakte zich schuldig aan discriminatie tegenover etnische minderheden. Zo werden Afro-Amerikanen en Hispanics veel vaker gecontroleerd, gearresteerd, en kregen ze met meer geweld te maken.

## Aanleiding rellen
De oorzaak van de rellen was de arrestatie van een Afro-Amerikaanse man genaamd Marquette Frye. Op 11 augustus 1965 werd de 21-jarige Frye, terwijl hij onderweg was in zijn moeder’s auto, aan de kant gezet door motoragent Lee Minikus op verdenking van rijden onder invloed. Minikus was volgens verklaringen dermate overtuigd van Frye’s schuld, dat hij op voorhand al beslag liet leggen op de auto. Fryes broer Ronald, die als passagier in de auto zat, liep snel naar hun huis en haalde hun moeder, Rena Price, erbij. Toen ook zij zich met de arrestatie ging bemoeien escaleerde de situatie. Price raakte slaags met een agent, waarna een andere agent een pistool trok om de situatie te bedaren. Ook werd Frye hardhandig in de boeien geslagen. Steeds meer omstanders gingen zich echter met de situatie bemoeien. Zo werden agenten bekogeld. Uiteindelijk werden Frye, zijn broer en zijn moeder gearresteerd.

## De rellen

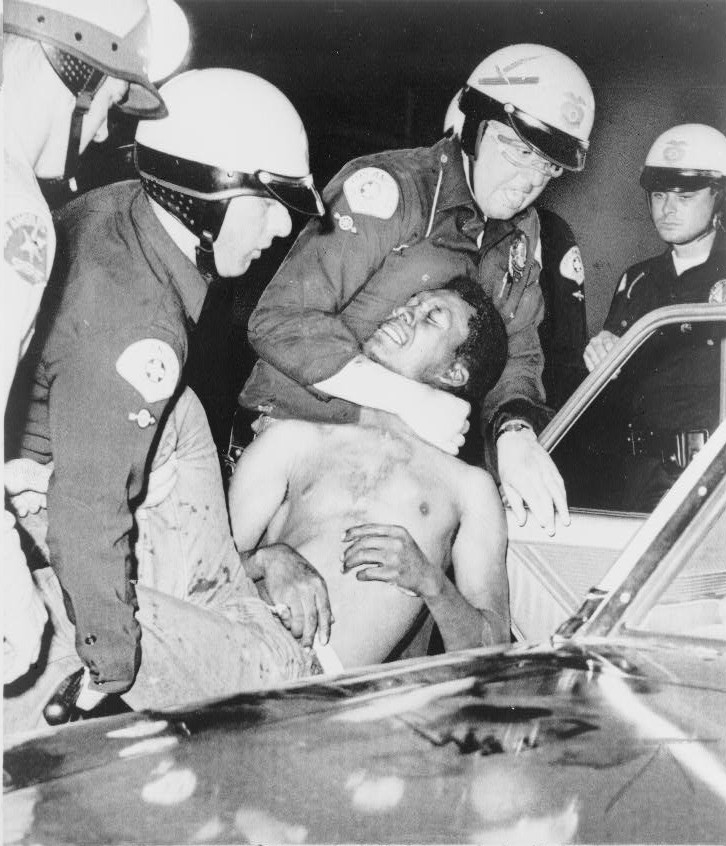
De politie arresteert een man tijdens de rellen.

Kort na de arrestatie van Frye en zijn familie, sloeg de vlam in de pan. De menigte die de arrestatie had gadegeslagen raakte slaags met de politie. Meer agenten werden opgeroepen om de menigte uiteen te drijven, maar de boze menigte bleef zich hergroeperen.
Na de eerste nacht van ongeregeldheden, hielden de politie en enkele prominente Afro-Amerikanen op 12 augustus een bijeenkomst om een plan van aanpak te bespreken en te proberen de menigte te kalmeren. Hun aanpak mislukte en de rellen gingen in alle hevigheid verder. Later die dag riep politiecommissaris  William H. Parker de hulp in van de California Army National Guard voor het bestrijden van de rellen.
Op vrijdag 13 augustus breidden de rellen zich uit. Ongeveer 2300 leden van de National Guard voegden zich bij de lokale politie. Op zaterdag 14 augustus werd dit aantal uitgebreid naar 3900. Volgens sergeant Ben Dunn leken de straten van Watts wel “een oorlogsgebied in een of ander ver land, en leek de wijk in niets meer op een Amerikaanse woonwijk”. De krijgswet werd uitgeroepen en een groot deel van Zuid-Los Angeles werd afgezet. 
In totaal namen tussen de 31.000 en 35.000 mensen deel aan de rellen, die uiteindelijk zes dagen duurden. Nog eens 70.000 mensen steunden de rellen, hoewel ze er niet actief aan deelnamen. De deelnemers aan de rellen vochten onder andere met de politie, hinderden de brandweer bij het uitvoeren van haar taak, of richtten hun woede op willekeurige blanke voorbijgangers. Er vonden veel gevallen van plundering en brandstichting plaats, met name gericht op winkels van blanken. 
Onder de blanke bevolking van Amerika werden deelnemers aan de rellen voornamelijk gezien als criminelen die hun eigen wijk plunderden en verwoestten, maar onder de zwarte bevolking werden de rellen juist gezien als verzet tegen onderdrukking.

## Schade
De totale schade als gevolg van de rellen bedroeg rond de 40 miljoen dollar.
|                                       | Particuliere gebouwen | Openbare gebouwen | Totaal |
| ------------------------------------- | --------------------- | ----------------- | ------ |
| Beschadigd/verbrand                   | 258                   | 14                | 272    |
| Geplunderd                            | 192                   |                   | 192    |
| Zowel beschadigd als geplunderd       | 288                   |                   | 288    |
| Verwoest                              | 267                   | 1                 | 268    |
| Totaal aantal getroffen gebouwen: 977 |                       |                   |        |

## Nasleep
De vraag wat er nu echt gebeurd is in Watts, is nog lange tijd onderwerp van discussie geweest. Verklaringen van ooggetuigen en deelnemers aan de rellen variëren sterk. 
Gouverneur Pat Brown liet een commissie de rellen onderzoeken. Deze commissie, geleid door voormalig CIA-directeur John A. McCone, kwam op 2 december 1965 met een 101 pagina’s tellend rapport getiteld Violence in the City—An End or a Beginning?: A Report by the Governor's Commission on the Los Angeles Riots, 1965. In het rapport werden hoge werkloosheid, slechte scholen en andere inferieure leefomstandigheden voor etnische minderheden als hoofdoorzaken van de rellen aangewezen. Als oplossingen adviseerde de commissie om snel beter onderwijs, betere huisvesting voor mensen met een laag inkomen, en meer sollicitatietraining in te voeren. Veel van deze adviezen werden echter niet opgevolgd.
Buiten het rapport om bestaan nog tal van (onofficiële) verslagen waarin andere oorzaken van de rellen genoemd worden, waaronder dat de schuld zou liggen bij communistische groepen.
Marquette Frye, de man wiens arrestatie aanzette tot de rellen, stierf op 20 december 1986 op 42-jarige leeftijd aan een longontsteking. Zijn moeder, Rena Price, stierf 10 juni 2013 op 97-jarige leeftijd. Ze heeft haar in beslag genomen auto nooit teruggekregen, vooral omdat de boetes en overige kosten hoger waren dan de waarde van de auto.
In 1998 gebruikte de Britse danceformatie Monkey Mafia een foto van de rellen als cover voor hun album Shoot The Boss.

## Kwanzaa
Na de Watts-rellen werd in 1966 door Dr. Maulana Karenga (Ron Everett), een professor aan de faculteit Black Studies aan de universiteit van Californië de Afrikaanse cultuurfeestweek Kwanzaa uitgewerkt, die jaarlijks gevierd wordt door Afro-Amerikanen tussen 26 december en 1 januari.

## Wattstax
Op 20 augustus 1972 werd door Black Power ter herdenking van de Watts-rellen een eenmalig festival in het Los Angeles Memorial Coliseum te Los Angeles georganiseerd met circa 90.000 toeschouwers, overwegend Afro-Amerikanen. Het festival was een afwisseling van muziekoptredens van Isaac Hayes, Rufus Thomas en Carla Thomas, The Staple Singers, Eddie Floyd, The Bar-Kays, Johnnie Taylor, Albert King en The Emotions en interviews door dominee Jesse Jackson en Richard Pryor met bekende en onbekende Afro-Amerikanen.
Na het festival volgde ook een documentaire in februari 1973 over het festival in regie van Mel Stuart. Het was een historisch document over het dagelijks leven van de Afro-Amerikanen, en dus niet enkel optredens van muzikanten.